# Edward Hubert Butler Sr.
Edward Hubert Butler (Le Roy, 1850 – Buffalo, 9 marzo 1914) è stato un giornalista statunitense.

## Biografia
Fondatore del Buffalo Evening News nel 1880, Butler ha iniziato la sua carriera giornalistica con LeRoy Gazette, Scranton Times e Scranton Free Press. Butler era un repubblicano, delegato alla Convention Nazionale Repubblicana del 1908. Gli è stata intitolata una biblioteca statale.